# Dominique Perben
Dominique Perben (ur. 11 sierpnia 1945 w Lyonie) – francuski polityk, były minister w kilku rządach, parlamentarzysta.

## Życiorys
W 1966 ukończył studia ekonomiczne w Instytucie Nauk Politycznych w Paryżu, a w 1972 został absolwentem École nationale d’administration.
Pracę w administracji lokalnej zaczął w 1982, obejmując stanowisko w regionie Rodan-Alpy. W 1982 został merem Chalon-sur-Saône. Urząd ten sprawował nieprzerwanie przez 19 lat, następnie do 2004 był wiceburmistrzem tej miejscowości. Był radnym różnych szczebli, a od 2004 do 2011 pełnił funkcję wiceprzewodniczącego rady generalnej Rodanu.
W kolejnych wyborach parlamentarnych od 1986 do 2007 uzyskiwał mandat deputowanego do Zgromadzenia Narodowego. Wybierany przez lata w departamencie Saona i Loara, w 2007 z powodzeniem kandydował w jednym z okręgów Rodanu. W 2012 nie ubiegał się o reelekcję. Należał do gaullistowskiego Zgromadzenia na rzecz Republiki, był m.in. sekretarzem krajowym tej partii. W 2002 został członkiem powstałej na bazie RPR Unii na rzecz Ruchu Ludowego.
Po raz pierwszy w skład rady ministrów wszedł w 1993, otrzymując tekę ministra ds. terytoriów zamorskich w rządzie Édouarda Balladura. Funkcję tę pełnił do 1995. Objął następnie stanowisko ministra ds. służb publicznych, reformy administracji i decentralizacji w gabinecie Alaina Juppé, które zajmował do 1997. Od 2002 był ministrem sprawiedliwości w obu rządach Jean-Pierre’a Raffarina. W latach 2005–2007 sprawował urząd ministra transportu w rządzie, na czele którego stał Dominique de Villepin.